# José Manuel Imbamba
José Manuel Imbamba (Boma, 1965. január 7.) angolai származású olasz főpap, Saurimo érseke 2011. április 12-étől.
1991-ben iktatták be papi hivatalába, Rómában szerzett diplomát. 2008-ban XVI. Benedek pápa Dundo püspökévé emelte, december 14-én Filomeno do Nascimento Vieira Dias püspök szentelte fel. 2011. április 12-én Saurimo első érsekévé szentelték fel.

## Mottó és címer

«  Omnia omnibus  »

## Galéria

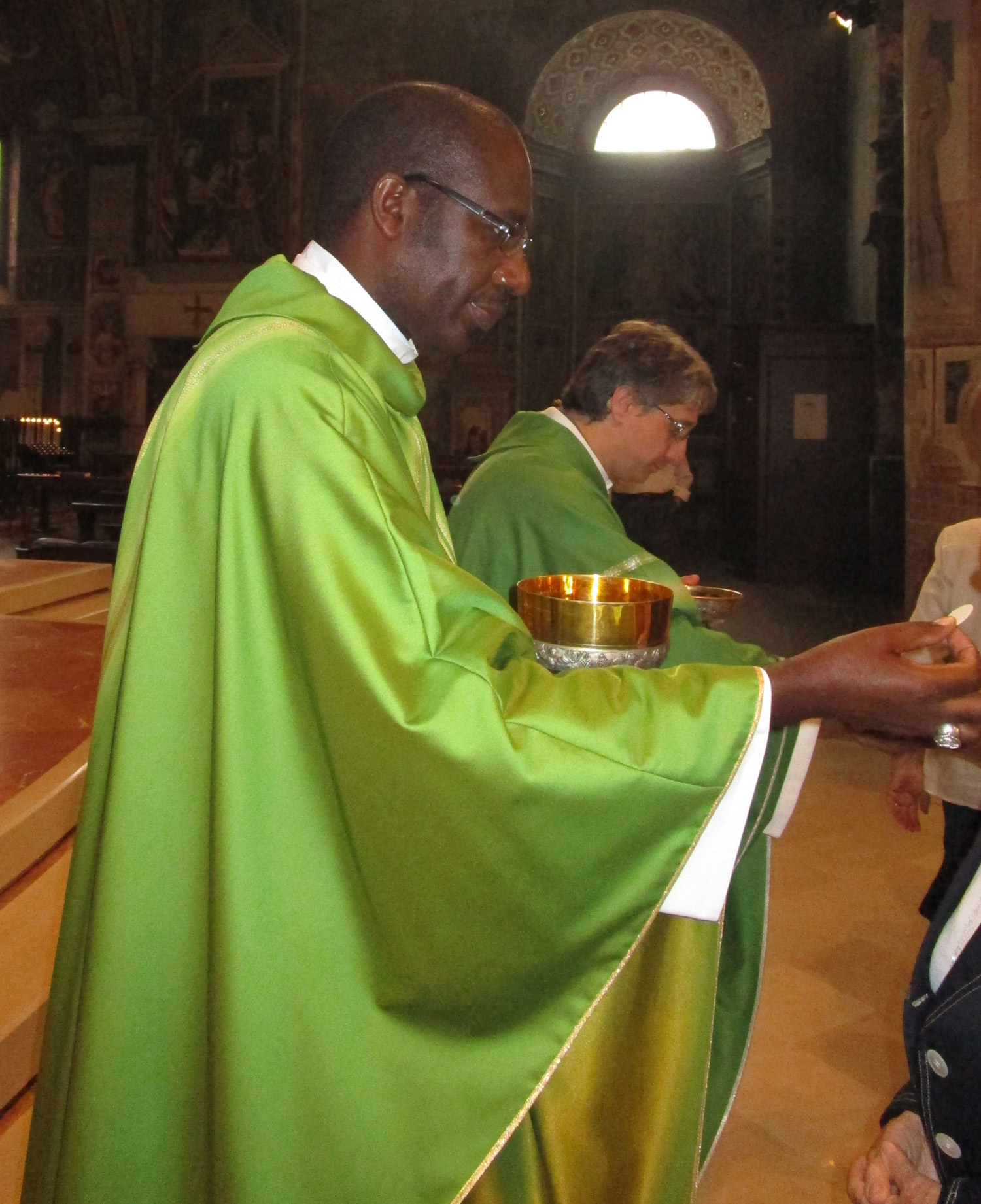
Imbamba püspök egy Lodi misén 2015. augusztus 23-án